# Sportsklubben Brann 2008
Questa voce raccoglie le informazioni riguardanti lo Sportsklubben Brann nelle competizioni ufficiali della stagione 2008.

## Stagione
Il Brann chiuse la stagione all'8º posto in campionato, mentre l'avventura nella Coppa di Norvegia 2008 si chiuse al quarto turno, con l'eliminazione per mano del Molde. Nella Champions League 2008-2009, invece, fu l'Olympique Marsiglia ad avere la meglio sul Brann, nel terzo turno di qualificazione. Il Brann retrocesse così in Coppa UEFA, dove fu eliminato dal Deportivo al primo turno. Erlend Hanstveit fu il calciatore più utilizzato in stagione, con 35 presenze (26 in campionato, 3 nella coppa nazionale e 6 nelle coppe europee). Il miglior marcatore fu Thorstein Helstad con 13 reti (11 in campionato e 2 nella coppa nazionale).

## Maglie e sponsor
Lo sponsor tecnico per la stagione 2008 fu Kappa, mentre lo sponsor ufficiale fu Sparebanken Vest. La divisa casalinga era composta da una maglietta rossa con inserti bianchi, pantaloncini bianchi e calzettoni rossi. Quella da trasferta era invece completamente nera.
| Casa | Trasferta |

## Rosa
| N. |                     | Ruolo | Calciatore         |
| -- | ------------------- | ----- | ------------------ |
| 1  | Norvegia (bandiera) | P     | Johan Thorbjørnsen |
| 2  | Islanda (bandiera)  | D     | Birkir Sævarsson   |
| 3  | Norvegia (bandiera) | D     | Bjørn Dahl         |
| 4  | Norvegia (bandiera) | D     | Cato Guntveit      |
| 5  | Giamaica (bandiera) | C     | Rodolph Austin     |
| 6  | Norvegia (bandiera) | A     | Azar Karadas       |
| 7  | Norvegia (bandiera) | D     | Hassan El Fakiri   |
| 8  | Islanda (bandiera)  | C     | Gylfi Einarsson    |
| 9  | Norvegia (bandiera) | D     | Jan Gunnar Solli   |
| 10 | Gambia (bandiera)   | A     | Njogu Demba-Nyrén  |
| 11 | Norvegia (bandiera) | C     | Petter Vaagan Moen |
| 12 | Norvegia (bandiera) | P     | Håkon Opdal        |
| 13 | Norvegia (bandiera) | A     | Erik Huseklepp     |
| 14 | Gambia (bandiera)   | C     | Tijan Jaiteh       |
| 15 | Norvegia (bandiera) | D     | Erlend Hanstveit   |

| N. |                      | Ruolo | Calciatore              |
| -- | -------------------- | ----- | ----------------------- |
| 17 | Norvegia (bandiera)  | C     | Eirik Bakke             |
| 18 | Islanda (bandiera)   | D     | Ólafur Örn Bjarnason    |
| 19 | Norvegia (bandiera)  | C     | Nicolai Misje           |
| 20 | Norvegia (bandiera)  | A     | Trond Fredrik Ludvigsen |
| 21 | Islanda (bandiera)   | D     | Kristján Örn Sigurðsson |
| 22 | Norvegia (bandiera)  | A     | Thorstein Helstad       |
| 23 | Australia (bandiera) | D     | Michael Thwaite         |
| 24 | Norvegia (bandiera)  | P     | Kenneth Udjus           |
| 25 | Norvegia (bandiera)  | D     | Yaw Amankwah            |
| 27 | Norvegia (bandiera)  | A     | Matias Møvik            |
| 28 | Islanda (bandiera)   | A     | Ármann Björnsson        |
| 29 | Norvegia (bandiera)  | C     | Tore Kannelønning       |
| 36 | Norvegia (bandiera)  | P     | Jørgen Mohus            |
| 77 | Scozia (bandiera)    | A     | Robbie Winters          |

## Calciomercato

### Sessione invernale(dal 01/01 al 31/03)
| Acquisti | Acquisti                | Acquisti       | Acquisti      |
| R.       | Nome                    | da             | Modalità      |
| -------- | ----------------------- | -------------- | ------------- |
| P        | Kenneth Udjus           | Løv-Ham        | fine prestito |
| D        | Yaw Amankwah            | Fana           | fine prestito |
| D        | Michael Thwaite         | Wisła Cracovia | definitivo    |
| C        | Gylfi Einarsson         | svincolato     |               |
| C        | Tore Kannelønning       | Løv-Ham        | fine prestito |
| A        | Njogu Demba-Nyrén       | Esbjerg        | definitivo    |
| A        | Trond Fredrik Ludvigsen | Strømsgodset   | fine prestito |

| Cessioni | Cessioni           | Cessioni         | Cessioni   |
| R.       | Nome               | a                | Modalità   |
| -------- | ------------------ | ---------------- | ---------- |
| P        | Johan Thorbjørnsen | Sandefjord       | prestito   |
| D        | Ramiro Corrales    | S.J. Earthquakes | definitivo |
| D        | Knut Walde         | Løv-Ham          | prestito   |
| C        | Martin Andresen    | Vålerenga        | definitivo |
| A        | Joakim Sjöhage     | Elfsborg         | prestito   |

### Sessione estiva(dal 01/08 al 31/08)
| Acquisti | Acquisti           | Acquisti     | Acquisti      |
| R.       | Nome               | da           | Modalità      |
| -------- | ------------------ | ------------ | ------------- |
| P        | Johan Thorbjørnsen | Sandefjord   | fine prestito |
| D        | Birkir Sævarsson   | Valur        | definitivo    |
| C        | Rodolph Austin     | Portmore Utd | prestito      |

| Cessioni | Cessioni          | Cessioni          | Cessioni   |
| R.       | Nome              | a                 | Modalità   |
| -------- | ----------------- | ----------------- | ---------- |
| D        | Michael Thwaite   | Melbourne Victory | prestito   |
| A        | Thorstein Helstad | Le Mans           | definitivo |

## Risultati

### Eliteserien

#### Girone di andata
| Arbitro: | Skjerven (Kaupanger) |

|                                   |           |                                |
| Helstad 18’, 84’, 89’ Karadas 63’ | Marcatori | 26’ Elyounoussi 72’ Jóhannsson |

| Arbitro: | Øvrebø (Oslo) |

|                                             |           |                             |
| Silva 23’ Aarøy 46’ Skiri 50’ Selimovič 90’ | Marcatori | 45’ (aut.) Parr 82’ Winters |

| Arbitro: | Moen (Haugesund) |

|                    |           |              |
| Helstad 18’ (rig.) | Marcatori | 48’ Andersen |

| Arbitro: | Berntsen (Vang) |

|                                               |           |  |
| Gunnarsson 10’ (rig.) Nannskog 59’ Tchoyi 65’ | Marcatori |  |

| Arbitro: | Øvrebø (Oslo) |

|                               |           |             |
| Einarsson 22’ Demba-Nyrén 45’ | Marcatori | 40’ Sundgot |

| Tromsø 3 maggio 2008, ore 19:00 6ª giornata | Tromsø             | 0 – 0 referto | Brann | Alfheim Stadion (7.285 spett.)\| Arbitro: \| Sandmoen (Kjelsås) \| |
| Arbitro:                                    | Sandmoen (Kjelsås) |               |       |                                                                    |

| Arbitro: | Skjerven (Kaupanger) |

|             |           |  |
| Helstad 77’ | Marcatori |  |

| Arbitro: | Øvrebø (Oslo) |

|              |           |                       |
| Ødegaard 27’ | Marcatori | 8’ Jaiteh 23’ Helstad |

| Arbitro: | Alseth (Stjørdal) |

|                                     |           |                                          |
| Sigurðsson 21’ Moen 49’ Helstad 50’ | Marcatori | 5’, 56’ M. Diouf 71’ Hoseth 86’ P. Diouf |

| Arbitro: | Berntsen (Vang) |

|                    |           |             |
| Iversen 11’ (rig.) | Marcatori | 80’ Helstad |

| Hamar 28 giugno 2008, ore 18:00 11ª giornata | HamKam            | 0 – 0 referto | Brann | Briskeby Gressbane (5.445 spett.)\| Arbitro: \| Alseth (Stjørdal) \| |
| Arbitro:                                     | Alseth (Stjørdal) |               |       |                                                                      |

| Arbitro: | Helgerud (Lier) |

|                                             |           |             |
| Helstad 3’, 72’, 90’ (rig.) Demba-Nyrén 45’ | Marcatori | 70’ Martins |

| Arbitro: | Ditlefsen |

|           |           |                      |
| Holmen 2’ | Marcatori | 77’ (rig.) Bjarnason |

#### Girone di ritorno
| Arbitro: | Øvrebø (Oslo) |

|           |           |               |
| Solli 79’ | Marcatori | 27’, 38’ Parr |

| Arbitro: | Berntsen (Vang) |

|             |           |  |
| Wallace 52’ | Marcatori |  |

| Arbitro: | Moen (Haugesund) |

|                                                                  |           |             |
| Bjarnason 34’ (rig.) Karadas 69’ Vaagan Moen 87’ Demba-Nyrén 89’ | Marcatori | 30’ Abiodun |

| Arbitro: | Øvrebø (Oslo) |

|                 |           |  |
| George 25’, 61’ | Marcatori |  |

| Bergen 24 agosto 2008, ore 20:00 18ª giornata | Brann         | 0 – 0 referto | Rosenborg | Brann Stadion (17.552 spett.)\| Arbitro: \| Øvrebø (Oslo) \| |
| Arbitro:                                      | Øvrebø (Oslo) |               |           |                                                              |

| Arbitro: | Helgerud (Lier) |

|                            |           |               |
| R. Berg 36’ Olsen 69’, 80’ | Marcatori | 26’ Huseklepp |

| Arbitro: | Berntsen (Vang) |

|               |           |           |
| Einarsson 78’ | Marcatori | 73’ Niang |

| Arbitro: | Sandmoen (Kjelsås) |

|              |           |               |
| Pedersen 73’ | Marcatori | 36’ Einarsson |

| Arbitro: | Ditlefsen |

|                           |           |  |
| Karadas 81’ Sævarsson 84’ | Marcatori |  |

| Arbitro: | Moen (Haugesund) |

|                         |           |                     |
| Mota 50’, 72’ Steen 86’ | Marcatori | 25’ Moen 27’ Austin |

| Arbitro: | Berntsen (Vang) |

|               |           |                                   |
| Huseklepp 39’ | Marcatori | 28’ (aut.) Hanstveit 90’ Pálmason |

| Arbitro: | Olsen (Kristiansand) |

|                      |           |             |
| Bjarnason 80’ (rig.) | Marcatori | 68’ Knarvik |

| Arbitro: | Alseth (Stjørdal) |

|  |           |            |
|  | Marcatori | 17’ Austin |

### Coppa di Norvegia
| Arbitro: | Bjorøy |

|             |           |                                                |
| Pilskog 90’ | Marcatori | 18’, 43’ Winters 55’ Einarsson 60’ Demba-Nyrén |

| Arbitro: | Toppe |

|                           |           |                                        |
| Heggestad 43’ Storebø 82’ | Marcatori | 4’ Winters 39’ Hanstveit 70’ Ludvigsen |

| Arbitro: | Hakestad |

|                               |           |            |
| Helstad 2’, 31’ Bjarnason 90’ | Marcatori | 89’ Rabben |

| Arbitro: | Berntsen (Vang) |

|                                                                     |           |  |
| Mota 5’ M. Diouf 14’, 52’, 55’ Hoseth 33’, 53’, 86’ Berg Hestad 63’ | Marcatori |  |

### Champions League
| Arbitro: | Matějek |

|                 |           |  |
| Demba-Nyrén 87’ | Marcatori |  |

| Arbitro: | Stuchlik |

|                              |           |               |
| Menteshashvili 6’ Rimkus 44’ | Marcatori | 49’ Björnsson |

| Arbitro: | Tudor |

|  |           |             |
|  | Marcatori | 40’ Cheyrou |

| Arbitro: | Braamhaar |

|                |           |                |
| Niang 65’, 90’ | Marcatori | 74’ Sigurðsson |

### Coppa UEFA
| Arbitro: | Verbist |

|                                |           |  |
| Bjarnason 25’ (rig.) Solli 88’ | Marcatori |  |

| Arbitro: | Královec |

|                  |           |  |
| Colotto 18’, 76’ | Marcatori |  |

## Statistiche

### Statistiche di squadra
| Competizione      | Punti | In casa | In casa | In casa | In casa | In casa | In casa | In trasferta | In trasferta | In trasferta | In trasferta | In trasferta | In trasferta | Totale | Totale | Totale | Totale | Totale | Totale | DR  |
| Competizione      | Punti | G       | V       | N       | P       | Gf      | Gs      | G            | V            | N            | P            | Gf           | Gs           | G      | V      | N      | P      | Gf     | Gs     | DR  |
| ----------------- | ----- | ------- | ------- | ------- | ------- | ------- | ------- | ------------ | ------------ | ------------ | ------------ | ------------ | ------------ | ------ | ------ | ------ | ------ | ------ | ------ | --- |
| Eliteserien       | 33    | 13      | 6       | 4       | 3       | 25      | 16      | 13           | 2            | 5            | 6            | 11           | 29           | 26     | 8      | 9      | 9      | 36     | 36     | 0   |
| Coppa di Norvegia | -     | 1       | 1       | 0       | 0       | 3       | 1       | 3            | 2            | 0            | 1            | 7            | 11           | 4      | 3      | 0      | 1      | 10     | 12     | -2  |
| Champions League  | -     | 2       | 1       | 0       | 1       | 1       | 1       | 2            | 0            | 0            | 2            | 2            | 4            | 4      | 1      | 0      | 3      | 3      | 5      | -2  |
| Coppa UEFA        | -     | 1       | 1       | 0       | 0       | 2       | 0       | 1            | 0            | 0            | 1            | 0            | 2            | 2      | 1      | 0      | 1      | 2      | 2      | 0   |
| Totale            | -     | 15      | 7       | 4       | 4       | 26      | 19      | 16           | 8            | 1            | 7            | 30           | 21           | 31     | 15     | 5      | 11     | 56     | 40     | +16 |

### Statistiche dei giocatori
| Giocatore       | Eliteserien | Eliteserien | Eliteserien | Eliteserien | Coppa di Norvegia | Coppa di Norvegia | Coppa di Norvegia | Coppa di Norvegia | Champions League+Coppa UEFA | Champions League+Coppa UEFA | Champions League+Coppa UEFA | Champions League+Coppa UEFA | Totale   | Totale | Totale      | Totale     |
| Giocatore       | Presenze    | Reti        | Ammonizioni | Espulsioni  | Presenze          | Reti              | Ammonizioni       | Espulsioni        | Presenze                    | Reti                        | Ammonizioni                 | Espulsioni                  | Presenze | Reti   | Ammonizioni | Espulsioni |
| --------------- | ----------- | ----------- | ----------- | ----------- | ----------------- | ----------------- | ----------------- | ----------------- | --------------------------- | --------------------------- | --------------------------- | --------------------------- | -------- | ------ | ----------- | ---------- |
| Y. Amankwah     | 4           | 0           | 0           | 0           | 1                 | 0                 | 0                 | 0                 | 0                           | 0                           | 0                           | 0                           | 5        | 0      | 0           | 0          |
| R. Austin       | 8           | 2           | 3           | 0           | 0                 | 0                 | 0                 | 0                 | 0+2                         | 0                           | 0+1                         | 0                           | 10       | 2      | 4           | 0          |
| E. Bakke        | 21          | 0           | 2           | 0           | 1                 | 0                 | 0                 | 0                 | 3+1                         | 0                           | 0+1                         | 0                           | 26       | 0      | 3           | 0          |
| Ó. Bjarnason    | 20          | 3           | 0           | 0           | 3                 | 1                 | 0                 | 0                 | 4+2                         | 0+1                         | 0                           | 0                           | 29       | 5      | 0           | 0          |
| Á. Björnsson    | 8           | 0           | 1           | 0           | 2                 | 0                 | 0                 | 0                 | 1+2                         | 1+0                         | 0                           | 0                           | 13       | 1      | 1           | 0          |
| B. Dahl         | 21          | 0           | 1           | 0           | 3                 | 0                 | 0                 | 0                 | 4+2                         | 0                           | 0+1                         | 0                           | 30       | 0      | 2           | 0          |
| N. Demba-Nyrén  | 16          | 3           | 2           | 0           | 2                 | 1                 | 0                 | 0                 | 4+0                         | 1+0                         | 0                           | 0                           | 22       | 5      | 2           | 0          |
| G. Einarsson    | 14          | 3           | 4           | 0           | 2                 | 1                 | 0                 | 0                 | 2+2                         | 0                           | 1+0                         | 0                           | 20       | 4      | 5           | 0          |
| H. El Fakiri    | 16          | 0           | 1           | 0           | 4                 | 0                 | 1                 | 0                 | 4+0                         | 0                           | 2+0                         | 0                           | 24       | 0      | 4           | 0          |
| C. Guntveit     | 13          | 0           | 1           | 0           | 1                 | 0                 | 0                 | 0                 | 1+1                         | 0                           | 1+0                         | 0                           | 16       | 0      | 2           | 0          |
| E. Hanstveit    | 26          | 0           | 1           | 0           | 3                 | 1                 | 0                 | 0                 | 4+2                         | 0                           | 1+0                         | 0                           | 35       | 1      | 2           | 0          |
| T. Helstad      | 12          | 11          | 2           | 0           | 3                 | 1                 | 0                 | 0                 | 0                           | 0                           | 0                           | 0                           | 15       | 12     | 2           | 0          |
| E. Huseklepp    | 18          | 2           | 0           | 0           | 4                 | 0                 | 0                 | 0                 | 4+2                         | 0                           | 0                           | 0                           | 28       | 2      | 0           | 0          |
| T. Jaiteh       | 15          | 1           | 2           | 0           | 3                 | 0                 | 0                 | 0                 | 3+1                         | 0                           | 1+0                         | 0                           | 22       | 1      | 3           | 0          |
| T. Kannelønning | 0           | 0           | 0           | 0           | 0                 | 0                 | 0                 | 0                 | 0                           | 0                           | 0                           | 0                           | 0        | 0      | 0           | 0          |
| A. Karadas      | 21          | 3           | 5           | 0           | 4                 | 0                 | 0                 | 0                 | 4+1                         | 0                           | 0                           | 0                           | 30       | 3      | 5           | 0          |
| T. Ludvigsen    | 6           | 0           | 1           | 0           | 3                 | 1                 | 0                 | 0                 | 1+0                         | 0                           | 0                           | 0                           | 10       | 1      | 1           | 0          |
| N. Misje        | 0           | 0           | 0           | 0           | 2                 | 0                 | 0                 | 0                 | 0                           | 0                           | 0                           | 0                           | 2        | 0      | 0           | 0          |
| J. Mohus        | 0           | 0           | 0           | 0           | 0                 | 0                 | 0                 | 0                 | 0                           | 0                           | 0                           | 0                           | 0        | 0      | 0           | 0          |
| M. Møvik        | 1           | 0           | 0           | 0           | 1                 | 0                 | 0                 | 0                 | 0                           | 0                           | 0                           | 0                           | 2        | 0      | 0           | 0          |
| H. Opdal        | 18          | 0           | 0           | 0           | 3                 | 0                 | 0                 | 0                 | 4+0                         | 0                           | 0                           | 0                           | 25       | 0      | 0           | 0          |
| B. Sævarsson    | 8           | 1           | 2           | 0           | 0                 | 0                 | 0                 | 0                 | 2+1                         | 0                           | 1+0                         | 0                           | 11       | 1      | 3           | 0          |
| K. Sigurðsson   | 19          | 1           | 4           | 2           | 1                 | 0                 | 0                 | 0                 | 3+2                         | 1+0                         | 0                           | 0                           | 25       | 2      | 4           | 2          |
| J. Solli        | 22          | 1           | 3           | 0           | 3                 | 0                 | 0                 | 0                 | 2+2                         | 1+0                         | 0                           | 0                           | 29       | 2      | 3           | 0          |
| J. Thorbjørnsen | 3           | 0           | 0           | 0           | 0                 | 0                 | 0                 | 0                 | 0                           | 0                           | 0                           | 0                           | 3        | 0      | 0           | 0          |
| M. Thwaite      | 2           | 0           | 0           | 0           | 1                 | 0                 | 0                 | 0                 | 0                           | 0                           | 0                           | 0                           | 3        | 0      | 0           | 0          |
| K. Udjus        | 6           | 0           | 0           | 0           | 1                 | 0                 | 0                 | 0                 | 0+2                         | 0                           | 0+1                         | 0                           | 9        | 0      | 1           | 0          |
| P. Vaagan Moen  | 22          | 3           | 2           | 0           | 2                 | 0                 | 0                 | 0                 | 3+2                         | 0                           | 0+1                         | 0                           | 29       | 3      | 3           | 0          |
| R. Winters      | 18          | 1           | 0           | 0           | 4                 | 3                 | 0                 | 0                 | 3+1                         | 0                           | 0                           | 0                           | 26       | 4      | 0           | 0          |